# Gaius Sulpicius Peticus
Gaius Sulpicius Peticus war in der ersten Hälfte des 4. Jahrhunderts v. Chr. ein bedeutender Politiker der Römischen Republik. Er war 380 v. Chr. Konsulartribun, musste 366 v. Chr. als Zensor infolge des Todes seines Kollegen abdanken, bekleidete 364 und 361 v. Chr. sein erstes und zweites Konsulat und kämpfte als Diktator 358 v. Chr. angeblich erfolgreich gegen die Gallier. 355, 353 und 351 v. Chr. amtierte er erneut als Konsul.

## Leben
Gaius Sulpicius Peticus entstammte dem römischen Patriziergeschlecht der Sulpicier. Laut den Fasti Capitolini führte sein Vater das Pränomen Marcus und sein Großvater das Pränomen Quintus.
Das erste Mal wird Sulpicius von den Quellen 380 v. Chr. erwähnt, als er das Konsulartribunat bekleidete. Der Großteil seiner öffentlichen Laufbahn fällt in die unmittelbar auf die Durchsetzung der Licinisch-Sextischen Gesetze (376–367 v. Chr.) folgende Zeit. Diese Gesetze räumten den Plebejern größere politische Mitspracherechte ein; so konnten sie sich nun etwa ins höchste Staatsamt wählen lassen. 366 v. Chr., als erstmals ein Plebejer, Lucius Sextius Sextinus Lateranus, das Konsulat innehatte, war Sulpicius Zensor, musste von dieser Funktion aber zurücktreten, als sein Kollege noch während der Amtszeit verstarb.
364 v. Chr. bekleidete Sulpicius sein erstes Konsulat. Sein Amtskollege war nicht, wie der römische Geschichtsschreiber Titus Livius behauptet, der Vorkämpfer der Plebejer, Gaius Licinius Stolo, sondern nach dem Zeugnis der Fasti Capitolini vielmehr Gaius Licinius Calvus. Da damals eine große Pestepidemie herrschte, wurden in Rom zur Besänftigung der Götter erstmals etruskische Bühnenspiele aufgeführt. 362 v. Chr. war Sulpicius gemäß der möglicherweise zutreffenden livianischen Darstellung Legat des plebejischen Konsuls Lucius Genucius Aventinensis im Krieg gegen die Herniker. Nachdem der Konsul gefallen war, soll Sulpicius eine feindliche Attacke auf das römische Lager zurückgeschlagen haben, noch ehe der Diktator Appius Claudius Crassus Inregillensis auf dem Schlachtfeld erschienen sei.
Zum zweiten Mal erreichte Sulpicius 361 v. Chr. das Konsulat, diesmal gemeinsam mit Gaius Licinius Stolo. Livius meldet eine Wiederaufnahme der Kämpfe gegen die Herniker, das siegreiche Vordringen der Konsuln auf feindliches Territorium und ihre Eroberung von Ferentinum, einer in Latium gelegenen Stadt der Herniker. Die Triumphalakten schrieben Sulpicius wahrscheinlich einen (von Livius nicht erwähnten) Triumph aufgrund seiner Kriegserfolge zu. Laut dem Annalisten Gaius Licinius Macer wollte Sulpicius als Konsul wiedergewählt werden, doch habe sein Amtskollege dies durch die Ernennung des Titus Quinctius Pennus Capitolinus Crispinus zum Diktator für die Abhaltung der Wahlen verhindert. Diese Behauptung wurde von Livius verworfen, worin ihm der Althistoriker Friedrich Münzer Recht gibt.
Etwa zu dieser Zeit setzten nach dreißigjähriger Pause wieder die Attacken der Gallier ein. Laut dem als sehr zuverlässig geltenden griechischen Historiker Polybios wagten es die Römer nicht, sich den Feinden entgegenzustellen. Dagegen berichtet Livius, dass Sulpicius 358 v. Chr. wegen des Galliereinfalls zum Diktator und Marcus Valerius Poplicola zu seinem Magister equitum ernannt worden sei. Anschließend gibt der römische Historiker einen sehr eingehenden, in den Einzelheiten wohl oft unhistorischen Kriegsbericht. Demnach habe Sulpicius zunächst den entscheidenden Kampf verzögert, worüber seine Soldaten ungehalten gewesen seien. Vielleicht lieferte die Defensivstrategie, die der Diktator Quintus Fabius Maximus Verrucosus 217 v. Chr. im Kampf gegen Hannibal verfolgte, die Vorlage für dieses Detail von Livius’ Darstellung der Kämpfe des Diktators Sulpicius. Livius fährt fort, dass Sulpicius sich schließlich doch zur Schlacht entschloss und dafür eine auch von späteren römischen Generälen angewandte Kriegslist ersann. Der Historiker Appian erzählt – historisch ebenso unzuverlässig – völlig Anderes über die von Sulpicius angewandten taktischen Neuerungen, als dessen Gegner in diesem Bericht die Boier erscheinen. Nachdem der Diktator die Gallier deutlich hatte schlagen können, hielt er laut Livius ein Triumph über sie ab und brachte eine beträchtliche Menge Goldes aus der Beute am Kapitol als Weihgabe dar. Nach den Acta Triumphalia war dies bereits sein zweiter Triumph.
356 v. Chr. war Sulpicius einer der Interreges zur Abhaltung der Wahlen für das nächste Jahr und trug dazu bei, dass entgegen den Licinisch-Sextischen Gesetzen wieder zwei Patrizier das höchste Staatsamt bekleideten. Er selbst wurde gewählt und konnte so 355 v. Chr. sein drittes Konsulat antreten, das er gemeinsam mit seinem ehemaligen Magister equitum Marcus Valerius Poplicola ausübte. Beide Konsuln stritten heftig mit den Volkstribunen, da sie für das nächste Jahr erneut die Wahl zweier patrizischer Konsuln durchsetzen wollten. Trotz heftigen Widerstandes konnten sie ihr Vorhaben realisieren. Über die kriegerischen Aktionen des Jahres 355 v. Chr. berichtet Livius, dass nach einigen römischen Historikern beide Konsuln gegen die Tiburtiner zu Felde gezogen seien und mühelos die Stadt Empulum erobert hätten, während diese Tat laut anderen Quellen Valerius allein vollbracht und Sulpicius unterdessen die etruskischen Tarquinienser bekämpft habe.
353 v. Chr. wurde Sulpicius zum vierten Mal zum Konsul gewählt. Er hatte erneut Marcus Valerius Poplicola zum Amtskollegen und führte seine Armee gegen Tarquinii. Nachdem er Ende 352 v. Chr. erster Interrex war, verhalf der zweite Interrex Marcus Fabius ihm zu seinem fünften Konsulat, das er 351 v. Chr. gemeinsam mit dem Diktator von 361 v. Chr., Titus Quinctius Pennus Capitolinus Crispinus, ausübte. Nun konnte Sulpicius den Krieg gegen die Tarquinienser nach der Verheerung von deren Gebiet erfolgreich beenden und gewährte ihnen einen 40-jährigen Frieden.
Livius behauptet, dass Sulpicius einer jener römischen Feldherren gewesen wäre, die sich Alexander dem Großen im Fall von dessen Zug gegen Italien entgegengestellt hätten. Allerdings dürfte Livius keine expliziten Quellenangaben besessen haben, aus denen sich hätte ableiten lassen, dass Sulpicius zur Zeit von Alexanders Kriegszug noch am Leben war.